# اخلاص (صمیمیت)

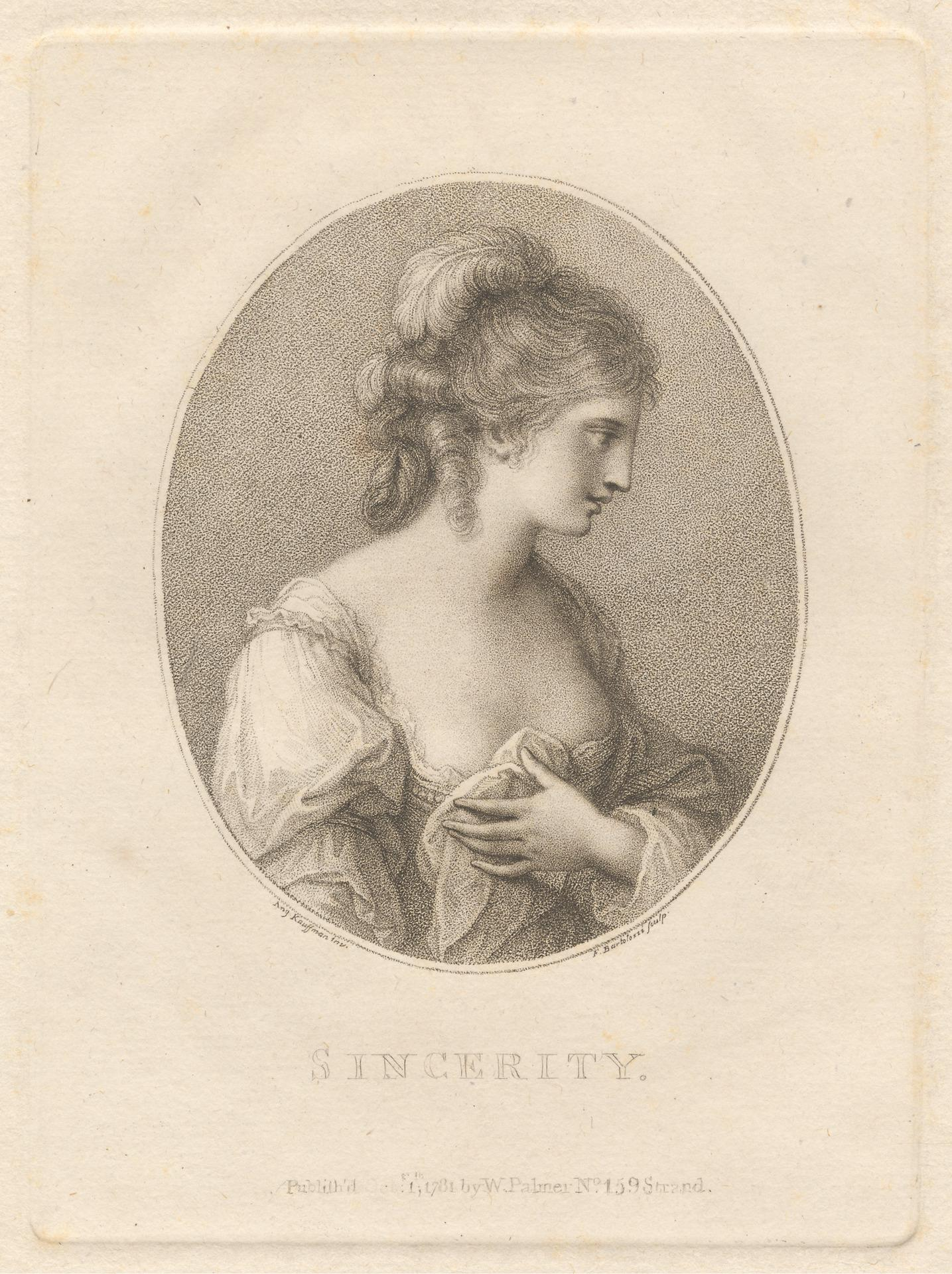
فرانچسکو بارتولوزی

بی‌ریایی (اخلاص) (انگلیسی: Sincerity)، فضیلت کسی است که با آگاهی کامل به شناخت خود دست یافته و صادقانه عمل می‌کند.

## اشتقاق لغت
فرهنگ لغت انگلیسی آکسفورد: اخلاص و صمیمانه از کلمه لاتین sincerus به معنای پاک، خالص، سالم گرفته شده‌است.
بر اساس فرهنگ لغت میراث آمریکایی، کلمه لاتین sincerus از ریشه هندواروپایی *sm̥kēros مشتق شده‌است که زیربنای رشد و آگاهی را بیان می‌کند، بنابراین خالص، پاک است.

## ارسطو
به گفته ارسطو «صداقت یا اخلاص، عدم خود مهم بینی است.

## وحدانیت
خالص بودن در درون خود و با خود و دیگران گیر نداشتن اعتقاد در وحدانیت و عمل بی عیب و نقص است.

## کنفوسیوس
اخلاص به‌طور قابل توجهی به عنوان یک فضیلت در جوامع کنفوسیوس (چین، کره و ژاپن) مطرح شده‌است. مفهوم چنگ (誠、诚) عموماً به عنوان اخلاص ترجمه شده‌است.